# Camarlengo de la Iglesia católica
En la Iglesia católica, el camarlengo es un funcionario de la curia pontificia, cuya función es administrar los bienes y los ingresos de la Santa Sede. Es conocido por gobernarla temporalmente en sede vacante.
Como se reguló en la constitución apostólica Pastor Bonus, de 28 de junio de 1988, el camarlengo ha de ser un cardenal, pues así es como se refiere a él dicho texto, siendo, como todos los miembros principales de la curia, nombrado por el papa.

## Significado y etimología
Se deriva del latín tardío camarlingus, que proviene del latín camerarius, que significa «oficial de la cámara» (en general, refiriéndose a la «cámara del tesoro»), sin embargo el DRAE aporta otra etimología: la palabra camarlengo procede del idioma germánico franconio kamarling (camarero) y tiene el mismo étimo que la palabra alemana Kammer (cámara); en rigor las dos etimologías no se oponen: el italiano camerlengo actual tomó la palabra del latín medieval, el latín tardío tomó la palabra del francés medieval y del idioma fráncico (de los antiguos francos).

## Escudo de armas
Su escudo de armas está compuesto por un capelo cardenalicio, (es decir, de color rojo y quince borlas del mismo color a cada lado, dispuestas en cinco órdenes).
En caso de sede vacante (es decir, un interregno papal), el camarlengo pone sobre su dicho capelo dos llaves cruzadas, una de oro y la otra de plata (conocidas como las llaves del Reino de los Cielos, aparecen en las armas personales de los pontífices -junto con la tiara o mitra en el caso de los papas Benedicto XVI, Francisco y León XIV- y también en el escudo de la Santa Sede) en saltire; el conjunto está surmontado por un ombrellino, un toldo o sombrilla en franjas alternas de rojo y amarillo.

## Historia
Hasta el siglo XI, el Archidiácono de la Iglesia romana era responsable de la administración de los bienes de la Iglesia (es decir, de la Diócesis de Roma), pero sus numerosos y antiguos privilegios y derechos llegaron a ser un obstáculo frecuente a la acción independiente del Papa; como resultado de ello, cuando el último Archidiácono Hildebrando de Cluny fue elegido papa con el nombre de Gregorio VII en 1073, suprimió el Archidiaconado y fue cuando el cardenal encargado de la supervisión de la Cámara Apostólica, -es decir, el gobierno temporal de la Santa Sede-, pasó a ser conocido como camerarius o camarlengo.

## Funciones
La responsabilidad más importante del camarlengo es la relacionada con la determinación formal de la muerte del Papa. El procedimiento tradicional para este momento comienza cuando el camarlengo, situado al lado del lecho de muerte del romano pontífice, llama a este con su nombre de pila y apellidos –tres veces, con una diferencia de tres minutos entre cada llamada-; acto seguido, golpea suavemente la cabeza del papa. Después de que el papa es declarado muerto, el camarlengo quita el anillo del Pescador de su dedo en presencia de los cardenales y luego procede a destruirlo con un martillo, junto con el sello oficial de plata del pontífice. Estos actos simbolizan el final de la autoridad del papa. Finalmente, el camarlengo procede a cerrar las puertas que dan acceso a los aposentos privados del papa, ante la presencia de los cardenales prefectos y del secretario de Estado; posteriormente comunica la noticia a los dignatarios principales de la curia romana, al decano del Colegio de Cardenales y al vicario general de Roma quien, a su vez, lo da a conocer a la opinión pública. Es en este momento cuando se da inicio a la sede vacante, conformada por los preparativos de las exequias del pontífice y el llamamiento a cónclave por parte del decano del Colegio Cardenalicio.
El camarlengo, durante la sede vacante, también actúa como jefe de Estado en funciones de la Ciudad del Vaticano. Sin embargo, durante este tiempo, no es responsable del gobierno espiritual de la Iglesia católica. La Constitución Apostólica Universi Dominici Gregis (22 de febrero de 1996) encarga esa tarea al Colegio Cardenalicio; a pesar de ello, el poder de gobierno que se les otorga es muy limitado, siendo solo lo suficiente como para permitir que las instituciones de la Iglesia sigan funcionando y realicen algunas funciones básicas, esto, sin tomar decisiones definitivas o nombramientos, facultades o poderes cuyas funciones solo se reservan al papa. El camarlengo, sin embargo, debe permanecer en el ejercicio de su cargo durante la sede vacante, a diferencia del resto de la curia romana. La otra persona que se mantiene en su cargo es el penitenciario mayor.
Tres camarlengos han sido elegidos papa: Cosimo Gentile Migliorati (Inocencio VII, 1404), Gioacchino Pecci (León XIII, 1878) y Eugenio Pacelli (Pío XII, 1939). Otros dos, Cencio, que fue elegido como papa con el nombre de Honorio III en 1216, y Rinaldo Conti di Segni, elegido papa con el nombre de Alejandro IV en 1254, no ocupaban el puesto de camarlengo para el instante que fueron elegidos (Cencio fue camarlengo desde 1188 hasta 1198, mientras que Rinaldo lo fue desde 1227 hasta 1231).

## Lista de Camarlengos y Camarlengo actual
El actual camarlengo de la Iglesia católica es el cardenal Kevin Farrell, desde el 14 de febrero de 2019, cuando el papa Francisco anunció el nombramiento. El anterior camarlengo fue el cardenal Jean-Louis Tauran que falleció el 5 de julio de 2018.
Desde el 1 de mayo de 2020, es vicecamarlengo de la Santa Iglesia Romana el arzobispo brasileño Ilson de Jesus Montanari, secretario de la Congregación para los Obispos y del Colegio Cardenalicio, que sucedió al arzobispo italiano Giampiero Gloder, nombrado nuncio apostólico en Cuba.